# Saison NBA 2003-2004
Navigation
Saison 2002-2003 Saison 2004-2005
La saison NBA 2003-2004 est la 55e saison de la NBA (la 58e en comptant les 3 saisons de BAA). La saison se termine sur la victoire des Detroit Pistons face aux favoris, les Los Angeles Lakers, 4 victoires à 1.

## Faits notables
- Les Houston Rockets jouent leur premier match au Toyota Center.
- Le NBA All-Star Weekend se déroule au Staples Center de Los Angeles et lors du NBA All-Star Game l'Ouest l'emporte 136-132. Shaquille O'Neal est élu Most Valuable Player. Fred Jones des Indiana Pacers remporte le slam dunk contest. Voshon Lenard des Denver Nuggets remporte le Three-point Shootout. Le Skills Challenge est remporté par Baron Davis des New Orleans Hornets et Amar'e Stoudemire des Phoenix Suns est élu MVP du rookie game.
- Les Houston Rockets, Denver Nuggets, et Cleveland Cavaliers ont de nouveaux maillots.
- Les All-Star Karl Malone et Gary Payton rejoignent les Los Angeles Lakers et veulent ainsi avoir une chance de gagner un titre NBA.
- Les Minnesota Timberwolves, derrière leurs 3 joueurs Kevin Garnett, Latrell Sprewell, et Sam Cassell, décrochent la première place à l'Ouest et vont jusqu'à la Finale de conférence, qu'ils perdent face aux Los Angeles Lakers.

## Classements de la saison régulière
| Champion de division | Qualifié pour les playoffs | Non qualifié pour les playoffs |

### Par division
| Division Atlantique   | V  | D  | PCT  | GB |
| --------------------- | -- | -- | ---- | -- |
| Nets du New Jersey    | 47 | 35 | 57.3 | -  |
| Heat de Miami         | 42 | 40 | 51.2 | 5  |
| Knicks de New York    | 39 | 43 | 47.6 | 8  |
| Celtics de Boston     | 36 | 46 | 43.9 | 11 |
| 76ers de Philadelphie | 33 | 49 | 40.2 | 14 |
| Wizards de Washington | 25 | 57 | 30.5 | 22 |
| Magic d'Orlando       | 21 | 61 | 25.6 | 26 |

| Division Centrale              | V  | D  | PCT  | GB |
| ------------------------------ | -- | -- | ---- | -- |
| Pacers de l'Indiana            | 61 | 21 | 74.4 | -  |
| Pistons de Détroit C           | 54 | 28 | 65.9 | 7  |
| Hornets de La Nouvelle-Orléans | 41 | 41 | 50.0 | 20 |
| Bucks de Milwaukee             | 41 | 41 | 50.0 | 20 |
| Cavaliers de Cleveland         | 35 | 47 | 42.7 | 26 |
| Raptors de Toronto             | 33 | 49 | 40.2 | 28 |
| Hawks d'Atlanta                | 28 | 54 | 34.1 | 33 |
| Bulls de Chicago               | 23 | 59 | 28.0 | 38 |

| Division Midwest          | V  | D  | PCT  | GB |
| ------------------------- | -- | -- | ---- | -- |
| Timberwolves du Minnesota | 58 | 24 | 70.7 | -  |
| Spurs de San Antonio      | 57 | 25 | 69.5 | 1  |
| Mavericks de Dallas       | 52 | 30 | 63.4 | 6  |
| Grizzlies de Memphis      | 50 | 32 | 61.0 | 8  |
| Rockets de Houston        | 45 | 37 | 54.9 | 13 |
| Nuggets de Denver         | 43 | 39 | 52.4 | 15 |
| Jazz de l'Utah            | 42 | 40 | 51.2 | 16 |

| Division Pacifique        | V  | D  | PCT  | GB |
| ------------------------- | -- | -- | ---- | -- |
| Lakers de Los Angeles     | 56 | 26 | 68.3 | -  |
| Kings de Sacramento       | 55 | 27 | 67.1 | 1  |
| Trail Blazers de Portland | 41 | 41 | 50.0 | 15 |
| SuperSonics de Seattle    | 37 | 45 | 45.1 | 19 |
| Warriors de Golden State  | 37 | 45 | 45.1 | 19 |
| Suns de Phoenix           | 29 | 53 | 35.4 | 27 |
| Clippers de Los Angeles   | 28 | 54 | 34.1 | 28 |

### Par conférence
| Conférence Est | Conférence Est                 | Conférence Est | Conférence Est | Conférence Est |
| No             | Franchise                      | Vic.           | Déf.           | PCT            |
| -------------- | ------------------------------ | -------------- | -------------- | -------------- |
| 1              | Pacers de l'Indiana            | 61             | 21             | 74.4           |
| 2              | Nets du New Jersey             | 47             | 35             | 57.3           |
| 3              | Pistons de Détroit C           | 54             | 28             | 65.9           |
| 4              | Heat de Miami                  | 42             | 40             | 51.2           |
| 5              | Hornets de La Nouvelle-Orléans | 41             | 41             | 50.0           |
| 6              | Bucks de Milwaukee             | 41             | 41             | 50.0           |
| 7              | Knicks de New York             | 39             | 43             | 47.6           |
| 8              | Celtics de Boston              | 36             | 46             | 43.9           |
|                |                                |                |                |                |
| 9              | Cavaliers de Cleveland         | 35             | 47             | 42.7           |
| 10             | Raptors de Toronto             | 33             | 49             | 40.2           |
| 11             | 76ers de Philadelphie          | 33             | 49             | 40.2           |
| 12             | Hawks d'Atlanta                | 28             | 54             | 34.1           |
| 13             | Wizards de Washington          | 25             | 57             | 30.5           |
| 14             | Bulls de Chicago               | 23             | 59             | 28.0           |
| 15             | Magic d'Orlando                | 21             | 61             | 25.6           |

| Conférence Ouest | Conférence Ouest          | Conférence Ouest | Conférence Ouest | Conférence Ouest |
| No               | Franchise                 | Vic.             | Déf.             | PCT              |
| ---------------- | ------------------------- | ---------------- | ---------------- | ---------------- |
| 1                | Timberwolves du Minnesota | 58               | 24               | 70.7             |
| 2                | Lakers de Los Angeles     | 56               | 26               | 68.3             |
| 3                | Spurs de San Antonio      | 57               | 25               | 69.5             |
| 4                | Kings de Sacramento       | 55               | 27               | 67.1             |
| 5                | Mavericks de Dallas       | 52               | 30               | 63.4             |
| 6                | Grizzlies de Memphis      | 50               | 32               | 61.0             |
| 7                | Rockets de Houston        | 45               | 37               | 54.9             |
| 8                | Nuggets de Denver         | 43               | 39               | 52.4             |
|                  |                           |                  |                  |                  |
| 9                | Jazz de l'Utah            | 42               | 40               | 51.2             |
| 10               | Trail Blazers de Portland | 41               | 41               | 50.0             |
| 11               | SuperSonics de Seattle    | 37               | 45               | 45.1             |
| 12               | Warriors de Golden State  | 37               | 45               | 45.1             |
| 13               | Suns de Phoenix           | 29               | 53               | 35.4             |
| 14               | Clippers de Los Angeles   | 28               | 54               | 34.1             |

C - Champions NBA

## Playoffs
|  | 1er tour         | 1er tour                       | 1er tour              |   |                           | Demi-finales de Conférence | Demi-finales de Conférence | Demi-finales de Conférence |  |   | Finales de Conférence     | Finales de Conférence | Finales de Conférence |  |    | Finales NBA        | Finales NBA | Finales NBA |
|  |                  |                                |                       |   |                           |                            |                            |                            |  |   |                           |                       |                       |  |    |                    |             |             |
|  | 1                | Pacers de l'Indiana            | 4                     |   |                           |                            |                            |                            |  |   |                           |                       |                       |  |    |                    |             |             |
|  | 8                | Celtics de Boston              | 0                     |   |                           |                            |                            |                            |  |   |                           |                       |                       |  |    |                    |             |             |
|  | 8                | Celtics de Boston              | 0                     |   | 1                         | Pacers de l'Indiana        | 4                          |                            |  |   |                           |                       |                       |  |    |                    |             |             |
|  |                  |                                |                       |   | 1                         | Pacers de l'Indiana        | 4                          |                            |  |   |                           |                       |                       |  |    |                    |             |             |
|  |                  | 4                              | Heat de Miami         | 2 |                           |                            |                            |                            |  |   |                           |                       |                       |  |    |                    |             |             |
|  | 4                | 4                              | Heat de Miami         | 2 | Heat de Miami             | 4                          |                            |                            |  |   |                           |                       |                       |  |    |                    |             |             |
|  | 4                |                                |                       |   | Heat de Miami             | 4                          |                            |                            |  |   |                           |                       |                       |  |    |                    |             |             |
|  | 5                | Hornets de La Nouvelle-Orléans | 3                     |   |                           |                            |                            |                            |  |   |                           |                       |                       |  |    |                    |             |             |
|  | 5                | Hornets de La Nouvelle-Orléans | 3                     |   |                           |                            |                            |                            |  | 1 | Pacers de l'Indiana       | 2                     |                       |  |    |                    |             |             |
|  | Conférence Est   |                                |                       |   |                           |                            |                            |                            |  | 1 | Pacers de l'Indiana       | 2                     |                       |  |    |                    |             |             |
|  |                  | 3                              | Pistons de Détroit    | 4 |                           |                            |                            |                            |  |   |                           |                       |                       |  |    |                    |             |             |
|  | 3                | 3                              | Pistons de Détroit    | 4 | Pistons de Détroit        | 4                          |                            |                            |  |   |                           |                       |                       |  |    |                    |             |             |
|  | 3                |                                |                       |   | Pistons de Détroit        | 4                          |                            |                            |  |   |                           |                       |                       |  |    |                    |             |             |
|  | 6                | Bucks de Milwaukee             | 1                     |   |                           |                            |                            |                            |  |   |                           |                       |                       |  |    |                    |             |             |
|  | 6                | Bucks de Milwaukee             | 1                     |   | 3                         | Pistons de Détroit         | 4                          |                            |  |   |                           |                       |                       |  |    |                    |             |             |
|  |                  |                                |                       |   | 3                         | Pistons de Détroit         | 4                          |                            |  |   |                           |                       |                       |  |    |                    |             |             |
|  |                  | 2                              | Nets du New Jersey    | 3 |                           |                            |                            |                            |  |   |                           |                       |                       |  |    |                    |             |             |
|  | 2                | 2                              | Nets du New Jersey    | 3 | Nets du New Jersey        | 4                          |                            |                            |  |   |                           |                       |                       |  |    |                    |             |             |
|  | 2                |                                |                       |   | Nets du New Jersey        | 4                          |                            |                            |  |   |                           |                       |                       |  |    |                    |             |             |
|  | 7                | Knicks de New York             | 0                     |   |                           |                            |                            |                            |  |   |                           |                       |                       |  |    |                    |             |             |
|  | 7                | Knicks de New York             | 0                     |   |                           |                            |                            |                            |  |   |                           |                       |                       |  | E3 | Pistons de Détroit | 4           |             |
|  |                  |                                |                       |   |                           |                            |                            |                            |  |   |                           |                       |                       |  | E3 | Pistons de Détroit | 4           |             |
|  |                  | W2                             | Lakers de Los Angeles | 1 |                           |                            |                            |                            |  |   |                           |                       |                       |  |    |                    |             |             |
|  | 1                | W2                             | Lakers de Los Angeles | 1 | Timberwolves du Minnesota | 4                          |                            |                            |  |   |                           |                       |                       |  |    |                    |             |             |
|  | 1                |                                |                       |   | Timberwolves du Minnesota | 4                          |                            |                            |  |   |                           |                       |                       |  |    |                    |             |             |
|  | 8                | Nuggets de Denver              | 1                     |   |                           |                            |                            |                            |  |   |                           |                       |                       |  |    |                    |             |             |
|  | 8                | Nuggets de Denver              | 1                     |   | 1                         | Timberwolves du Minnesota  | 4                          |                            |  |   |                           |                       |                       |  |    |                    |             |             |
|  |                  |                                |                       |   | 1                         | Timberwolves du Minnesota  | 4                          |                            |  |   |                           |                       |                       |  |    |                    |             |             |
|  |                  | 4                              | Kings de Sacramento   | 3 |                           |                            |                            |                            |  |   |                           |                       |                       |  |    |                    |             |             |
|  | 4                | 4                              | Kings de Sacramento   | 3 | Kings de Sacramento       | 4                          |                            |                            |  |   |                           |                       |                       |  |    |                    |             |             |
|  | 4                |                                |                       |   | Kings de Sacramento       | 4                          |                            |                            |  |   |                           |                       |                       |  |    |                    |             |             |
|  | 5                | Mavericks de Dallas            | 1                     |   |                           |                            |                            |                            |  |   |                           |                       |                       |  |    |                    |             |             |
|  | 5                | Mavericks de Dallas            | 1                     |   |                           |                            |                            |                            |  | 1 | Timberwolves du Minnesota | 2                     |                       |  |    |                    |             |             |
|  | Conférence Ouest |                                |                       |   |                           |                            |                            |                            |  | 1 | Timberwolves du Minnesota | 2                     |                       |  |    |                    |             |             |
|  |                  | 2                              | Lakers de Los Angeles | 4 |                           |                            |                            |                            |  |   |                           |                       |                       |  |    |                    |             |             |
|  | 3                | 2                              | Lakers de Los Angeles | 4 | Spurs de San Antonio      | 4                          |                            |                            |  |   |                           |                       |                       |  |    |                    |             |             |
|  | 3                |                                |                       |   | Spurs de San Antonio      | 4                          |                            |                            |  |   |                           |                       |                       |  |    |                    |             |             |
|  | 6                | Grizzlies de Memphis           | 0                     |   |                           |                            |                            |                            |  |   |                           |                       |                       |  |    |                    |             |             |
|  | 6                | Grizzlies de Memphis           | 0                     |   | 3                         | Spurs de San Antonio       | 2                          |                            |  |   |                           |                       |                       |  |    |                    |             |             |
|  |                  |                                |                       |   | 3                         | Spurs de San Antonio       | 2                          |                            |  |   |                           |                       |                       |  |    |                    |             |             |
|  |                  | 2                              | Lakers de Los Angeles | 4 |                           |                            |                            |                            |  |   |                           |                       |                       |  |    |                    |             |             |
|  | 2                | 2                              | Lakers de Los Angeles | 4 | Lakers de Los Angeles     | 4                          |                            |                            |  |   |                           |                       |                       |  |    |                    |             |             |
|  | 2                |                                |                       |   | Lakers de Los Angeles     | 4                          |                            |                            |  |   |                           |                       |                       |  |    |                    |             |             |
|  | 7                | Rockets de Houston             | 1                     |   |                           |                            |                            |                            |  |   |                           |                       |                       |  |    |                    |             |             |

### Premier tour

#### Conférence Est
- Indiana Pacers - Celtics de Boston 4-0
- Miami Heat - New Orleans Hornets 4-3
- Detroit Pistons - Milwaukee Bucks 4-1
- New Jersey Nets  - Knicks de New York 4-0

#### Conférence Ouest
- Minnesota Timberwolves - Denver Nuggets 4-1
- Sacramento Kings - Dallas Mavericks 4-1
- San Antonio Spurs - Memphis Grizzlies 4-0
- Los Angeles Lakers - Houston Rockets 4-1

### Demi-finales de Conférence

#### Conférence Est
- Indiana Pacers - Miami Heat 4-2
- Detroit Pistons - New Jersey Nets 4-3

#### Conférence Ouest
- Minnesota Timberwolves - Sacramento Kings 4-3
- Los Angeles Lakers - San Antonio Spurs 4-2

### Finales de Conférence

#### Conférence Est
- Detroit Pistons - Indiana Pacers 4-2

#### Conférence Ouest
- Los Angeles Lakers - Minnesota Timberwolves 4-2

### Finales NBA
- Detroit Pistons - Los Angeles Lakers 4-1

- Game 1 @ Los Angeles: Detroit 87, Los Angeles 75
- Game 2 @ Los Angeles: Los Angeles 99, Detroit 91 (après prolongations)
- Game 3 @ Detroit: Detroit 88, Los Angeles 68
- Game 4 @ Detroit: Detroit 88, Los Angeles 80
- Game 5 @ Detroit: Detroit 100, Los Angeles 87

## Leaders statistiques de la saison régulière
| Catégorie                      | Joueur           | Équipe                    | Statistique |
| ------------------------------ | ---------------- | ------------------------- | ----------- |
| Points par match               | Tracy McGrady    | Magic d'Orlando           | 28.0        |
| Rebonds par match              | Kevin Garnett    | Timberwolves du Minnesota | 13.9        |
| Passes par match               | Jason Kidd       | Nets du New Jersey        | 9.2         |
| Interceptions par match        | Baron Davis      | Hornets de Charlotte      | 2.4         |
| Contres par match              | Theo Ratliff     | Trail Blazers de Portland | 3.6         |
| Pourcentage aux tirs           | Shaquille O'Neal | Lakers de Los Angeles     | 58.4        |
| Pourcentage à 3 points         | Peja Stojakovic  | Kings de Sacramento       | 48.2        |
| Pourcentage aux lancers-francs | Anthony Peeler   | Kings de Sacramento       | 92.7        |

## Récompenses individuelles
- Most Valuable Player : Kevin Garnett, Minnesota Timberwolves
- Rookie of the Year : LeBron James, Cleveland Cavaliers
- Defensive Player of the Year : Ron Artest, Indiana Pacers
- Sixth Man of the Year  : Antawn Jamison, Dallas Mavericks
- Most Improved Player : Zach Randolph, Portland Trail Blazers
- Coach of the Year : Hubie Brown, Memphis Grizzlies
- Executive of the Year: Jerry West, Memphis Grizzlies
- NBA Sportsmanship Award : P. J. Brown, New Orleans Hornets
- J.Walter Kennedy Sportsmanship Award: Reggie Miller, Indiana Pacers

- All-NBA First Team :
  - F - Kevin Garnett, Minnesota Timberwolves
  - F - Tim Duncan, San Antonio Spurs
  - C - Shaquille O'Neal, Los Angeles Lakers
  - G - Kobe Bryant, Los Angeles Lakers
  - G - Jason Kidd, New Jersey Nets

- All-NBA Second Team :
  - F - Jermaine O'Neal, Indiana Pacers
  - F - Peja Stojakovic, Sacramento Kings
  - C - Ben Wallace, Detroit Pistons
  - G - Sam Cassell, Minnesota Timberwolves
  - G - Tracy McGrady, Orlando Magic

- All-NBA Third Team :
  - F - Ron Artest, Indiana Pacers
  - F - Dirk Nowitzki, Dallas Mavericks
  - C - Yao Ming, Houston Rockets
  - G - Baron Davis, New Orleans Hornets
  - G - Michael Redd, Milwaukee Bucks

- NBA All-Defensive First Team :
  - F - Ron Artest, Indiana Pacers
  - F - Kevin Garnett, Minnesota Timberwolves
  - C - Ben Wallace, Detroit Pistons
  - F - Bruce Bowen, San Antonio Spurs
  - G - Kobe Bryant, Los Angeles Lakers

- All-NBA Defensive Second Team :
  - F - Andreï Kirilenko, Utah Jazz
  - F - Tim Duncan, San Antonio Spurs
  - C - Theo Ratliff, Portland Trail Blazers
  - G - Doug Christie, Sacramento Kings
  - G - Jason Kidd, New Jersey Nets

- NBA All-Rookie First Team :
  - LeBron James, Cleveland Cavaliers
  - Carmelo Anthony, Denver Nuggets
  - Dwyane Wade, Miami Heat
  - Chris Bosh, Toronto Raptors
  - Kirk Hinrich, Chicago Bulls

- NBA All-Rookie Second Team :
  - Josh Howard, Dallas Mavericks
  - T.J. Ford, Milwaukee Bucks
  - Udonis Haslem, Miami Heat
  - Jarvis Hayes, Washington Wizards
  - Marquis Daniels, Dallas Mavericks

- MVP des Finales : Chauncey Billups, Detroit Pistons